# Erhard Schnepf

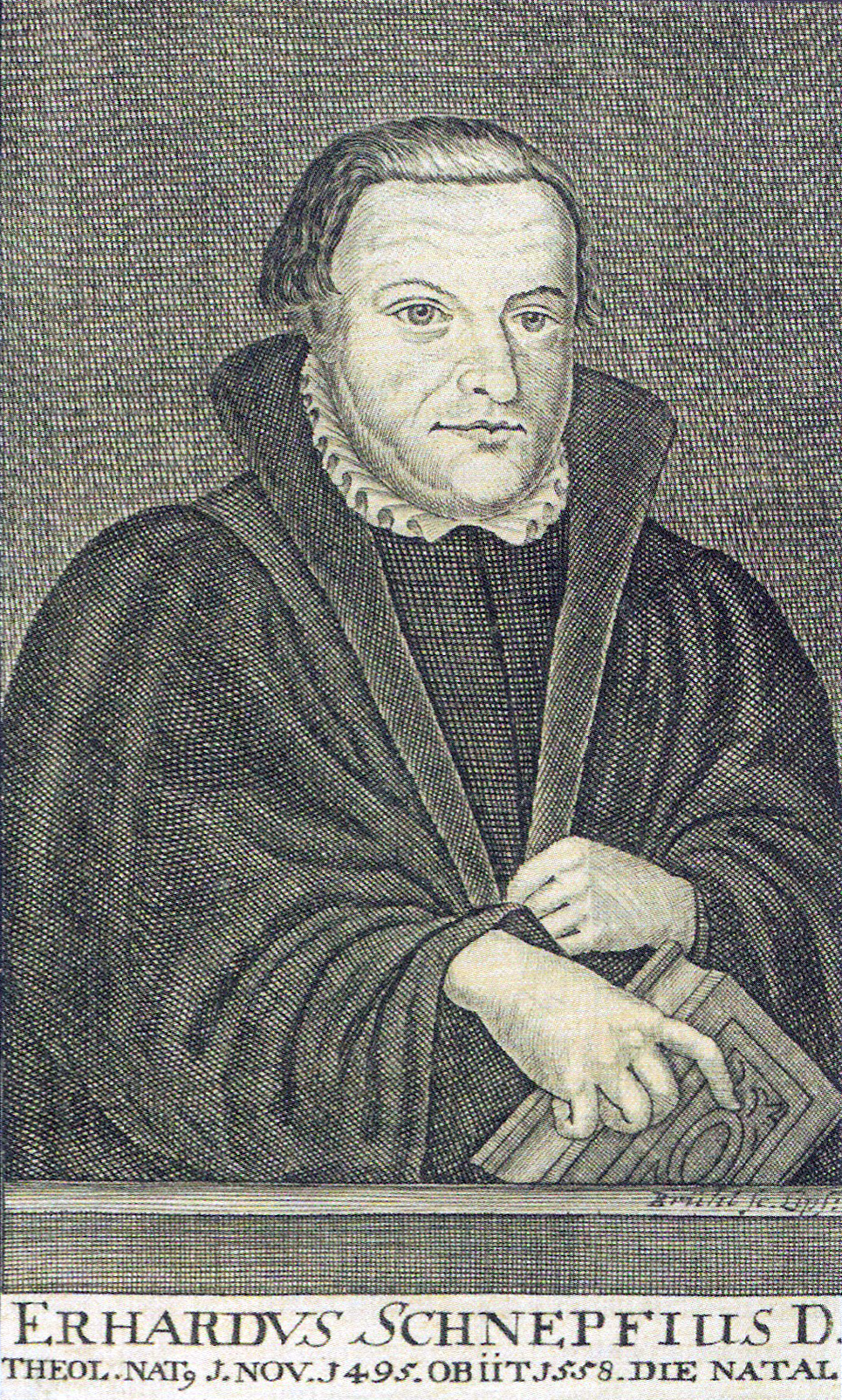
Porträt Erhard Schnepf, württembergischer Theologe und Reformator. Kupferstich von Johann Wilhelm Brühl (vor 1763)

Erhard Schnepf oder Schnepff (* 1. November 1495 in Heilbronn; † 1. November 1558 in Jena) war ein lutherischer Theologe und bedeutender Reformator, Generalsuperintendent des Herzogtums Württemberg, Hochschullehrer an der Universität Jena, Hochschullehrer der Philipps-Universität Marburg und Hochschullehrer an der Universität Tübingen.

## Leben

### Jugend, Ausbildung und Begegnung mit Martin Luther
Erhard Schnepf war ein Sohn angesehener, wenig begüterter Eltern – sein gleichnamiger Vater († nach 1535) war Schuhmacher in Großgartach und seit 1483 in Heilbronn. Nach dem Besuch der Heilbronner Lateinschule studierte Schnepf ab 1509 an der Universität Erfurt. Als Baccalaureus Artium wechselte er 1511 an die Universität Heidelberg, wo er 1513 den Grad eines Magister Artium erwarb. Er begann mit dem Studium der Jurisprudenz, wechselte dann zur Theologie und war 1518 Baccalaureus Theologiae. Die angestrebte Doktorpromotion unterblieb aus Kostengründen. Seit 1518 studierte Schnepf wieder Jura. Er gehörte zu den jungen Magistern, die schon im April 1518 bei der Heidelberger Disputation mit Martin Luther zusammentrafen. Schnepf war von ihm beeindruckt und wurde ein überzeugter Anhänger und rigoroser Verteidiger seiner Lehre.

### Nachfolger Johannes Oekolampads, Prädikatur in Weinsberg
Als Nachfolger Johannes Oekolampads übernahm Schnepf 1520 die Prädikatur im württembergischen Weinsberg. Er erscheint außerdem als Zeuge im Testament des in jenem Jahr verstorbenen Heilbronner Kilianskirch-Predigers Johann Kröner, das dieser dem späteren Heilbronner Reformator Johann Lachmann diktiert hatte. In Weinsberg predigte Schnepf die neue Lehre. Nachdem er wegen seiner reformatorischen Einstellung 1522 von der österreichischen Regierung Württembergs aus Weinsberg vertrieben worden war, fand er Zuflucht bei Dietrich von Gemmingen auf Burg Guttenberg. In der unterhalb der Burg liegenden Pfarrkirche von Neckarmühlbach versah er den Pfarrdienst. 1523 wurde Schnepf als Prediger in die Reichsstadt Wimpfen berufen. Im Deutschen Bauernkrieg wünschten ihn die aufständischen Bauern, die sich im Frühjahr 1525 nach der Weinsberger Bluttat der Stadt Wimpfen zuwandten, als Feldprediger, was Schnepf jedoch ablehnte. Im Herbst 1525 gehörte er zu den Unterzeichnern des von Johannes Brenz formulierten Syngramma Suevicum und stellte sich damit im Abendmahlsstreit gegen die Lehre Oekolampads und Zwinglis.

### Ehe mit Margaretha Wurzelmann
In Wimpfen heiratete Schnepf 1525 Margaretha Wurzelmann (1502–1569), die Tochter des dortigen Reichsschultheißen Bernhard Wurzelmann (* um 1450/55, † nach 1510). Einer ihrer Söhne – (Theodor[icus]) Dietrich Schnepf (1525–1586) – wurde später ebenfalls Theologe und war ein Kritiker der Hexenverfolgung. Unter seinen bedeutenden Nachfahren sind der Philosoph Georg Wilhelm Friedrich Hegel und der Theologe und Tübinger Historiker für Universalgeschichte Carl Friedrich Haug.

### Einführung der Reformation in Weilburg
Auf Bitten Graf Philipps III. von Nassau führte Erhard Schnepf 1525/26 die Reformation in Weilburg durch. Landgraf Philipp der Großmütige von Hessen berief ihn 1527 als Prediger und Professor für Theologie an die neu gegründete Universität Marburg. Schnepf folgte dem Ruf nur zögerlich und nahm erst im August 1528 den Lehrstuhl an. 1529 und 1530 begleitete er den Landgrafen als Berater zu den Reichstagen in Speyer und Augsburg. 1532 lehnte er das Angebot ab, in Heilbronn zweiter Prediger nach Johann Lachmann zu werden. 1532 und 1534 war er Rektor der Marburger Universität.

### Rückkehr nach Württemberg
1534 kehrte Schnepf auf Bitten Herzog Ulrichs nach Württemberg zurück, um auch dort – zusammen mit Ambrosius Blarer – die Reformation durchzuführen. Der Lutheraner Schnepf und der mehr durch Zwingli geprägte Blarer einigten sich im August 1534 in der Stuttgarter Konkordie auf ein gemeinsames Abendmahlsverständnis. Sie vereinbarten außerdem ihren jeweiligen Zuständigkeitsbereich: Schnepf reformierte von Stuttgart aus den nördlichen und Blarer von Tübingen aus den südlichen Landesteil. 1535 wurde Schnepf von Herzog Ulrich zum Stuttgarter Hofprediger und Generalsuperintendenten aller württembergischen Kirchen ernannt.

### Streitgespräch um Abschaffung der Bilder
Schnepf gelang es, in der württembergischen Kirchenordnung von 1536 ein gemäßigtes Luthertum durchzusetzen. Auseinandersetzungen mit Blarer blieben aber nicht aus. Auf dem Uracher Götzentag 1537 – einem Streitgespräch um die Abschaffung der Bilder in den Kirchen – konnte sich Blarer durchsetzen. Der Herzog erließ ein Bilderverbot, das den Verlust vieler wertvoller Kunstwerke brachte. Nach der Entlassung Blarers 1538 erhielt Schnepf die Verantwortung für die Reformationstätigkeit im gesamten Land allein. Schnepf gehörte zu den Teilnehmern der Religionsgespräche in Hagenau, Worms (1540/41) und Regensburg (1546).

### Entzug aller Ämter durch Herzog Ulrich und die Konsequenzen
Erhard Schnepf promovierte 1544 an der Universität Tübingen zum Dr. theol. und erhielt hier im gleichen Jahr eine theologische Professur. Wegen seines Widerstands gegen das Augsburger Interim wurde er Ende 1548 von Herzog Ulrich aus allen Ämtern entlassen. Nach einem kurzen Aufenthalt bei Eberhard von Gemmingen auf Schloss Bürg und bei Graf Philipp III. von Rieneck in Lohr wurde Schnepf 1549 als Lehrer an die im März 1548 gegründete Hohe Schule in Jena berufen. Er versah hier außerdem das Pfarramt der Stadtkirche und die Superintendentur. 1557 wurde er Rektor der Jenaer Hochschule, der im August 1557 die Rechte einer Universität verliehen wurden.

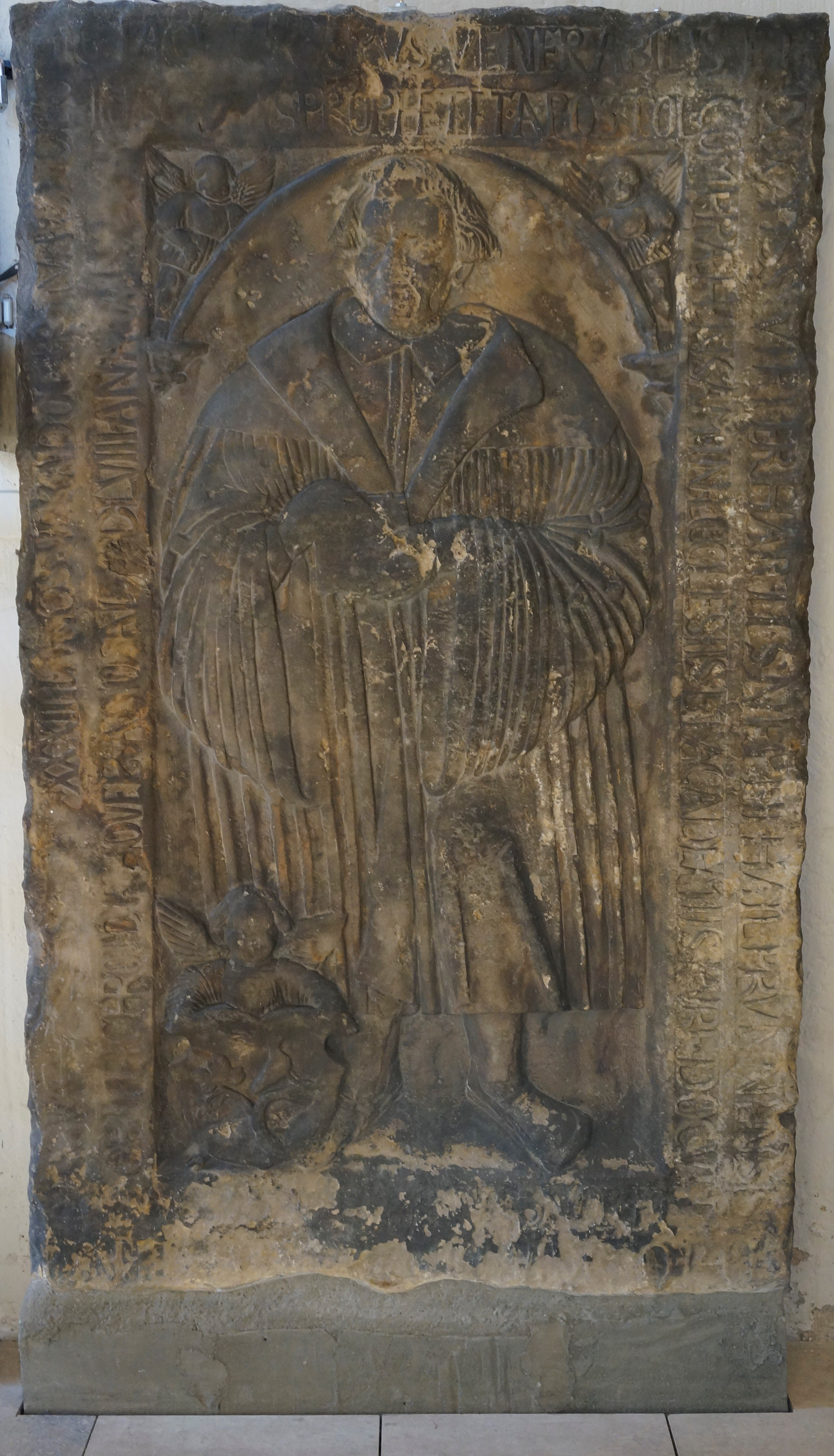
Grabplatte Erhard Schnepfs in der Stadtkirche St. Michael, Jena.

In Jena geriet Schnepf unter den Einfluss der Gnesiolutheraner Nikolaus von Amsdorf und Matthias Flacius. Wegen seiner Haltung im Osiandrischen und später im Synergistischen Streit verfeindete er sich mit alten Freunden, besonders mit Johannes Brenz, dem Schwiegervater seines Sohnes Dietrich, und Philipp Melanchthon. 1554/55 nahm Schnepf an der großen Kirchenvisitation der ernestinischen Lande teil. Während des Streits im Hause Wettin ergriff er Partei für die Ernestiner. Schnepf gehörte zu den Teilnehmern des Wormser Religionsgesprächs von 1557. Am 1. November 1558, seinem 63. Geburtstag, starb Erhard Schnepf in Jena.
Die Platte seines Grabs befindet sich heute im Inneren der Stadtkirche St. Michael in Jena.

### Familie
Kinder Erhard Schnepfs und seiner Frau Margaretha waren:
1. Theodor oder Dietrich Schnepf (1525–1586), Professor der Theologie und Superintendent in Tübingen
2. Blandina Schnepf (* um 1526, † 1584), heiratete I. 1553 Viktorin Strigel (1524–1569), Professor der Theologie in Erfurt, Jena, Leipzig und Heidelberg;[7] heiratete II. Johann Vetscher aus Esslingen, Sohn des Ratsherren Urban Vetscher. Pate von Blandina Schnepf war Daniel Greser (1504–1591)
3. Johann Erhard Schnepf (1532/34–1591), Kammersekretär und Rat in Coburg
4. Eusebius Schnepf (* 1534/35), 1563 in Tübingen, später Advokat und Prokurator in Heilbronn
5. Daniel Schnepf (um 1537–1605), Dr. med., Arzt in Eisenach, Leibarzt von Herzog Johann Casimir von Sachsen-Coburg (1564–1633). Seine Witwe Magdalena heiratete 1606 den Coburger Advokaten Dr. Markus Enter, seit 1623 von Endern

## Werke (Auswahl)
- Commentarius in Psalmos Davidis aureus in Academia Tubingensi. Gros, Leipzig 1519. (Digitalisat)
- Confession ettlicher der fürnembsten streittigen artickell des glaubens. Tübingen 1550. (Digitalisat)
- Protestation Schrifft. Der fürstlichen Sechsischen, Mansfeldischen, und Braunschweigischen Theologen  den Herrn Assessoribus und Notariis auff dem Colloquio zu Worms im 1557 Jar uberantwortet. 1568. (Digitalisat)
- Cygnea Cantio, Das ist: Die letzte Predigt des Ehrwirdigen und Hochgelarten Herrn Erhardi Schnepffii der H. Schrifft Doctoren Superintendenten, und Professoren zu Jhena, Welche er den 9. Tag vor seinem Christlichen und seligen abschied von dieser Welt uber das Evangelium Matth. 22 ... zu Jhena gethan hat 1558. Jtzt erstlich on alle verfelschung ... in den Druck verfertiget. Durch. M. Esaiam Preiser. Richtzenhan, Jena 1574. (Digitalisat)
- Confessio Erhardi Schnepffii, De Evcharistia, Hanc Ob Cavsam, hoc potißimum tempore edita, quod certamina vetera, de Coena Dominica, nouis Libellis claßicum canentibus, recrudescere incipiunt. Frankfurt am Main 1577. (Digitalisat)

## Gedenktag
1. November im Evangelischen Namenkalender.